# Psapharochrus lateralis
Psapharochrus lateralis là một loài bọ cánh cứng trong họ Cerambycidae.